# Matteo Montaguti
Matteo Montaguti (né le 6 janvier 1984 à Forlì, dans la province de Forlì-Cesena en Émilie-Romagne) est un coureur cycliste italien, professionnel entre 2008 et 2019. 

## Biographie
Matteo Montaguti participe à son premier Tour d'Italie en 2009 avec l'équipe LPR Brakes où il devient l'un des membres du « train » d'Alessandro Petacchi. En fin d'année 2009, l'équipe LPR disparaît. Avec dix de ses coéquipiers, ainsi que le directeur sportif Giovanni Fidanza, il rejoint la nouvelle équipe De Rosa-Stac Plastic. Montaguti remporte sa première course professionnelle en 2010 en s'imposant lors de la 1re étape du Tour de la province de Reggio de Calabre. Il conserve sa première place au classement général jusqu'à la fin de la course pour finalement la remporter. 
En août 2010, il annonce sa signature dans l'équipe française AG2R La Mondiale où il rejoint son compatriote Rinaldo Nocentini. Lors de la saison 2011, il ne gagne pas de course, mais participe à la fois au Tour d'Italie et au Tour d'Espagne. Dans la course espagnole, il porte le maillot à pois du meilleur grimpeur pendant deux jours, terminant finalement deuxième du classement, seulement devancé par David Moncoutié. 
En 2012, il termine meilleur grimpeur du Tour de Suisse. Sur le Tour du Pays basque 2014, il prend part à l'échappée matinale de la première étape, mais se fait reprendre à 26 kilomètres de l'arrivée. Lors du Tour de Pologne 2016, il est atteint d'une fracture de la clavicule droite . En avril 2017, il gagne au sprint la 4e étape du Tour des Alpes.
En 2019, à 35 ans, il termine sa carrière au sein de l'équipe Androni Giocattoli-Sidermec après avoir porté le maillot de l'équipe AG2R La Mondiale pendant huit ans. Il dispute sa dernière course en octobre, lors du Grand Prix Bruno Beghelli, une course qui passe à Monteveglio, la ville où il réside. 

## Palmarès sur route

### Palmarès amateur
- 2003
  - 3e du Gran Premio Corriere Romagna
- 2004
  - 3e de la Coppa 1° Maggio
- 2005
  - 2e du Gran Premio San Basso
  - 2e du Mémorial Assuero Barlottini
  - 2e de Milan-Bologne
  - 3e du Mémorial Umberto Drei
  - 3e du Trofeo Comune di Nuvolento
- 2006
  - Mémorial Gigi Pezzoni
  - Trofeo Gavardo Tecmor
  - 3e de la Coppa Caduti di Reda
  - 3e du Trofeo Francesco Luppino
- 2007
  -  Champion d'Italie des élites sans contrat
  - Targa d'Oro Città di Legnano
  - 3e du Mémorial Luigino Maccarinelli
  - 3e du Giro del Valdarno

### Palmarès professionnel
- 2008
  - 2e du Grand Prix de l'industrie, du commerce et de l'artisanat de Carnago
- 2010
  - Tour de la province de Reggio de Calabre :
    - Classement général
    - 1re étape

  - 3e du Grand Prix Nobili Rubinetterie-Coppa Papa Carlo
- 2011
  - 3e du Grand Prix de l'industrie et du commerce de Prato
- 2012
  - 3e du Trofeo Laigueglia
- 2014
  - 2e du Grand Prix de la ville de Camaiore
- 2015
  - 3e du Grand Prix de Lugano
- 2017
  - 4e étape du Tour des Alpes

### Résultats sur les grands tours

#### Tour de France
1 participation
- 2014 : 66e

#### Tour d'Italie
9 participations
- 2009 : 143e
- 2011 : 77e
- 2012 : 81e
- 2014 : 44e
- 2015 : 54e
- 2016 : 19e
- 2017 : 51e
- 2018 : 42e
- 2019 : 53e

#### Tour d'Espagne
4 participations
- 2011 : 76e
- 2012 : 72e
- 2013 : non-partant (11e étape)
- 2015 : 41e

### Classements mondiaux
| Année           | 2006 | 2007 | 2008 | 2009 | 2010 | 2011 | 2012 | 2013 | 2014 | 2015 | 2016 |
| --------------- | ---- | ---- | ---- | ---- | ---- | ---- | ---- | ---- | ---- | ---- | ---- |
| UCI World Tour  |      |      |      |      |      | 213e | 209e | nc   | 195e | nc   | 147e |
| UCI Africa Tour |      |      | 134e |      |      |      |      |      |      |      |      |
| UCI Europe Tour | 550e | 607e | 296e | 976e | 41e  |      |      |      |      |      |      |

## Palmarès sur piste

### Championnats du monde
- Palma de Majorque 2007
  - 12e de l'américaine

### Championnats d'Europe espoirs
- Moscou 2003
  -  Médaillé de bronze de la course aux points espoirs
- Valence 2004
  -  Médaillé de bronze de l'américaine espoirs

### Championnats nationaux
- 2002
  -  Champion d'Italie de poursuite par équipes juniors (avec Andrea Lusetti, Samuel Marangoni et Luca Montanari)
- 2003
  - 2e du championnat d'Italie de poursuite par équipes
- 2004
  - 2e du championnat d'Italie de poursuite par équipes
- 2005
  -  Champion d'Italie de la course aux points
- 2007
  -  Champion d'Italie de poursuite par équipes (avec Claudio Cucinotta, Alessandro De Marchi et Giairo Ermeti)
  - 2e du championnat d'Italie de course aux points
  - 3e du championnat d'Italie de l'américaine
- 2008
  - 2e du championnat d'Italie de l'américaine
  - 2e du championnat d'Italie de poursuite par équipes
- 2009
  - 2e du championnat d'Italie de course derrière derny
  - 3e du championnat d'Italie de l'américaine
  - 3e du championnat d'Italie de poursuite par équipes
  - 3e du championnat d'Italie du scratch
- 2010
  - 3e du championnat d'Italie de poursuite par équipes